# Sigytes
Genre
Sigytes est un genre d'araignées aranéomorphes de la famille des Salticidae.

## Distribution
Les espèces de ce genre se rencontrent en Océanie et au Sri Lanka.

## Liste des espèces
Selon World Spider Catalog (version 18.0, 17/05/2017) :
- Sigytes albocinctus (Keyserling, 1881)
- Sigytes diloris (Keyserling, 1881)
- Sigytes paradisiacus Simon, 1902

## Publication originale
- Simon, 1902 : Etudes arachnologiques. 31e Mémoire. LI. Descriptions d'espèces nouvelles de la famille des Salticidae (suite). Annales de la Société Entomologique de France, vol. 71 p. 389-421 (texte intégral).